# Reminiscence (мініальбом)
Reminiscence (стилізується reminiscence) — перший мініальбом південнокорейського дівочого гурту Everglow. Реліз відбувся 3 лютого 2020 року з титульним синглом — «Dun Dun».

## Передумови
20 січня, 2020, Yuehua Entertainment оголосили, що Everglow випустять свій перший мініальбом — Reminiscence.
22-24 січня виходили концепт-фото камбеку. 25 січня вийшов список пісень, складаючись з чотирьох пісень: «Salute», титульний сингл «Dun Dun», «Player» та «No Lie».
29 січня вийшов тизер до відеокліпу «Dun Dun», а 3 лютого вийшов повний відеокліп треку.

## Просування
3 лютого Everglow повинні були провести офлайн концерт, однак його було скасовано через запобігання коронавірусу. Вони провели виступ без глядачів, виконавши пісні «Dun Dun» та «Salute».
6 лютого гурт почав просувати «Dun Dun». Вони вперше виконали головний сингл, разом з «Salute», на музичному шоу M Countdown на Mnet, після чого виступили на KBS Music Bank, MBC Show! Music Core та SBS Inkigayo.
Після їхнього туру у США, вони повернулися для останнього етапу просування, витупивши з «No Lie» та «Player».

## Список пісень
| Reminiscence track listing | Reminiscence track listing | Reminiscence track listing | Reminiscence track listing                       | Reminiscence track listing | Reminiscence track listing |
| #                          | Назва                      | Автор слів                 | Автор музики                                     | Аранжування                | Тривалість                 |
| -------------------------- | -------------------------- | -------------------------- | ------------------------------------------------ | -------------------------- | -------------------------- |
| 1.                         | «Salute»                   | Lee Seuran                 | Olof Lindskog, Caesar & Loui, Hayley Aitken, 72  | Ollipop, Ludwig Lindell    | 3:09                       |
| 2.                         | «Dun Dun»                  | Seo Ji-eum                 | Olof Lindskog, Gavis Jones, Hayley Aitken, 72    | Ollipop                    | 3:12                       |
| 3.                         | «Player»                   | Lee Bora                   | Olof Lindskog, Ludwig Lindell, Hayley Aitken, 72 | Ollipop, Ludwig Lindell    | 3:13                       |
| 4.                         | «No Lie»                   | Lee Seuran                 | Olof Lindskog, Gavin Jones, Hayley Aitken, 72    | Ollipop                    | 3:38                       |
| 13:12                      |                            |                            |                                                  |                            |                            |

## Кредити та співробітники
Адаптовано з нотаток до альбому.
| Музиканти - Everglow — спів, екстремальні вокали - Ollipop — drum programming, bass programming (tracks 1,3), bass (tracks 2,4), synthesizer programming (tracks 1,3,4), keyboard - Ludwig Lindell — drum programming (tracks 1,3), bass programming (tracks 1,3), synthesizer programming (tracks 1,3), keyboard (tracks 1,3) - Hayley Aitken — background vocals (tracks 1,3), gang vocals, vocal arrangement - Rami Nu — background vocals (tracks 1,3), gang vocals (tracks 1,3) - Sophia Pae — background vocals (tracks 2,4), gang vocals (tracks 2,4) | Техніки - Ollipop — Продюсер, digital editing - Ludwig Lindell — producer (tracks 1,3) - Kim Sung-pil — vocal directing - 72 — vocal directing - Eugene Kwon — recording - Min Sung-soo — recording - Jang Woo-young — digital editing, аudio mixing (track 3) - Gu Jung-pil — mixing (track 1) - Bob Horn — mixing (track 2) - MasterKey — mixing (track 4) - Kwon Nam-woo — mastering | Студії - Doobdoob Studio — recording - MWF Hive — digital editing, mixing (track 3) - Björk Studios — digital editing - Klang Studio — mixing (track 1) - The Echo Bar Recording Studio — mixing (track 2) - 821 Sound — mixing (track 4), mastering Публікування - The Kennel AB — original publishing - The Key Artist Publishing — original publishing - Universal Music Publishing Korea — sub-publishing - The Key Artist Agency — sub-publishing |

## Чарти
| Чарт (2020)                        | Пікова позиція |
| ---------------------------------- | -------------- |
| Японія Japanese Albums (Oricon)    | 48             |
| Japan Hot Albums (Billboard Japan) | 90             |
| South Korean Albums (Gaon)         | 4              |
| US World Albums (Billboard)        | 14             |

| Чарт (2020)                        | Пікова позиція |
| ---------------------------------- | -------------- |
| Japan (Japan Hot 100)              | 61             |
| South Korea (Gaon Download Chart)  | 63             |
| South Korea (K-pop Hot 100)        | 85             |
| US World Digital Songs (Billboard) | 3              |

## Історія релізу
| Південна Корея | 3 лютого 2020 |                              |                    |
| Південна Корея | 3 лютого 2020 | CD                           | Yuehua Stone Music |
| Інші           | 3 лютого 2020 | завантаження музики стримінг | Yuehua Stone Music |